# 河北唐山外国語学校
河北唐山外国語学校（かほくとうざんがいこくごがっこう）は中華人民共和国河北省唐山市にある高等学校。
1955年に「唐山市第八中学」として成立した。1996年に一部の教師と校舎は河北省内初の外国語学校「河北省第一外国語高中」として分立した。2002年に「河北唐山外国語学校」に改名した。

## 参考
1. ↑  学校紹介